# گربه‌ماهی طاق‌باز خالدار
گربه‌ماهی طاق‌باز خالدار (نام علمی: Synodontis angelicus) نام یک گونه از سرده هم‌رسته‌دندان‌ها است.

## همچنین ببینید
- لیست گونه های ماهی آکواریومی آب شیرین